# William Usery Jr.
William Julian Usery Jr., detto Willie (Hardwick, 21 dicembre 1923 – Greensboro, 10 dicembre 2016), è stato un politico statunitense, segretario del Lavoro degli Stati Uniti sotto la presidenza di Gerald Ford.

## Biografia
Nato in Georgia, studiò prima al Georgia Military College, poi - dopo la seconda guerra mondiale (durante la quale fu riservista della marina) - alla Mercer University di Macon.
Membro del sindacato American Federation of Labor and Congress of Industrial Organizations, nel 1969, nel gabinetto Nixon, fu nominato assistente del segretario di stato al lavoro per i rapporti coi sindacati, ruolo che ricoprì fino al 1973. Al termine di questa esperienza fu nominato direttore del Federal Mediation and Conciliation Service.
Il 10 febbraio 1976 fu scelto da Gerald Ford quale segretario al lavoro, ruolo che ricoprì fino al termine del mandato di Ford, il 20 gennaio 1977.